# بیشتر (پویانمایی)
بیشتر (به انگلیسی: more) پویانمایی کوتاه بدون دیالوگی از مارک آزبرن به روش استاپ‌موشن است که در سال ۱۹۹۸ ساخته شد. این پویانمایی جوایز زیادی را گرفت و نامزد اسکار بهترین پویانمایی کوتاه سال ۱۹۹۸ شد.

## داستان

کاراکتر اصلی و بی‌نام این پویانمایی.

بیشتر، داستانی از شخصی است که در یک دنیای یکنواخت بدون‌رنگ زندگی می‌کند. او شغلی ناگوار و خسته‌کننده دارد و تنها دلخوشی‌اش خاطرات زمان کودکی است. او شب‌ها بر روی اختراع ابزاری کار می‌کند که می‌تواند خوشی دوران کودکی‌اش را دوباره زنده کرده و جهان را رنگارنگ کند.
با کامل شدن اختراعش، نگاه مردم به دنیا تغییر می‌کند و موفقیتش او را از کارگری ساده به رئیس کارخانه تغییر می‌دهد؛ ولی او بخش مهمی از درونش را از دست داده است.

## تولید و پخش
بیشتر را مارک آزبرن نوشته و کارگردانی کرده است و تیم تولیدکننده آن کیت لاوری، شانون لاوری، ریک اورنر، نیک پترسون و دیوید کاندلاریا بوده است. بااینکه تنها شش دقیقه طول دارد اما اوزبورن تولید آن را مسئولیتی بزرگ دانسته است به‌ویژه اینکه اولین فیلم کوتاهی بود که با فرمت آی‌مکس ساخته می‌شد. ساخته‌شدن با استوپ موشن نیز سختی و زمان لازم را بیشتر می‌کرد.
فیلمبرداری آن، نه ماه طول کشید و در پاییز ۱۹۹۸ به نمایش درآمد. با اینکه منتقدان روی خوشی به آن نشان دادند اما در زمینه تجاری موفق نبود.
اما با بارگذاری این فیلم در آی‌فیلم به‌دست آزبرن این روند تغییر کرده و برای نزدیک به یکسال محبوبترین فیلم آن سایت بود. اگرچه در مجموعه Short Cinema Journal #7: Utopia آورده شده‌بود اما درخواست‌های مکرر از اوزبورن برای انتشار نسخه‌ای جدا از آن بر روی دی‌وی‌دی به ساخت دی‌وی‌دی آن که شامل دو مستند از روند ساختش نیز بود منجر گشت.
بیشتر را به عنوان یکی از بهترین فیلم‌های کوتاهی که تا کنون ساخته شده می‌دانند و تا زمان زیادی در بالای فهرست بهترین فیلم‌های کوتاه پایگاه داده فیلم در اینترنتبایگانی‌شده  در ۳۱ مارس ۲۰۱۱ توسط Wayback Machine قرار داشت.

## آهنگ زمینه
آهنگ پس‌زمینه آن، نامش Elegia است که گروه نیو اردر آن را در سال ۱۹۸۵ در آلبوم لاو-لایف منتشر کردند. ویدیوموزیکی با تصاویر فیلم بیشتر و با آهنگ هل بنت از کنا در ام‌تی‌وی۲ و از تونامی بلوک در سال ۲۰۰۱ در کارتون نت‌ورک پخش شد.
جاستین لاسن دو نسخه جدید از آهنگ الگیا را برای دی‌وی‌دی ساخت.

## جوایز
برخی از جوایزی که فیلم بیشتر به‌دست آورده چنین است:
- جشنواره فیلم ساندنس - جایزه ویژه هیئت داوران برای فیلم کوتاه
- جنوب از طریق جنوب‌غربی - بهترین پویانمایی کوتاه
- نامزد جایزه اسکار - نامزد بهترین پویانمایی کوتاه
- رس‌فست - جایزه تماشاچیان برای بهترین فیلم
- جشنواره آسپن - جایزه ویژه هیئت داوران
- ورلد فست هوستون - جایزه ویژه و طلایی هیئت داوران برای فیلم کوتاه
- جشنواره فیلم ایالات متحده آمریکا، دالاس - جایزه ویژه هیئت داوران برای فیلم کوتاه
- جشنواره بین‌المللی فیلم کوتاه تورنتو - بهترین پویانمایی کوتاه، بهترین انیمیشن کلی
- جشنواره فیلم استونی بروک - بهترین فیلم کوتاه
- جشنواره بین‌المللی فیلم پیام به بشریت، روسیه- بهترین فیلم بین‌المللی
- فیلافیلم، فیلادلفیا - بهترین پویانمایی کوتاه
- نامزد جایزه آنی - بهترین پویانمایی کوتاه
- جشنواره بین‌المللی فیلم سنت‌لوییس - بهترین فیلم کوتاه
- جشنواره بین‌المللی فیلم کوتاه اوپسالا، سوئد - جایزه تماشاچیان برای بهترین فیلم
- جشنواره ایندی سان‌فرانسیسکو - جایزه تماشاچیان